# Portsmouth (LV-101)
Pour les articles homonymes, voir Portsmouth (homonymie).
L'United States Lightship 101, maintenant connu sous le nom de Portsmouth (LV-101) en tant que navire musée, a d'abord été stationné à Cape Charles en Virginie. Aujourd'hui, il se trouve au Portsmouth Naval Shipyard Museum (en) à Portsmouth, en Virginie. Portsmouth n'a jamais eu de station de bateau-phare ; Cependant, lorsque le navire y a été mis en cale sèche en tant que musée, il a pris le pseudonyme de Portsmouth et est devenu un National Historic Landmark (monument historique national),l'un d'un petit nombre de bateaux-phares survivants.

## Historique
Le bateau-phare Portsmouth (LV-101) a été construit en 1915 par Pusey and Jones (en). Il a d'abord servi sous le nom de Charles dans la baie de Chesapeake au large du Cap Charles, en Virginie, de 1916 à 1924. Après cette affectation, il a servi un peu plus d'un an en tant que navire de secours pour d'autres bateaux-phares dans son district sous le nom de Relief (1924-1925). Il a ensuite été transféré sur Overfalls Shoal  dans le Delaware, où il a été stationné de 1926 à 1951 sous le nom de Overfalls (LV-101/WAL 524). En 1939, lorsque l' United States Lighthouse Service a été absorbé par l'United States Coast Guard, il a été reclassé WAL-524, mais a toujours gardé un nom de station sur sa coque. Pendant la Seconde Guerre mondiale, le navire n'était pas armé, contrairement à de nombreux autres bateaux-phares. En 1951, le LV-101/WAL 524 fut réaffecté à Stonehorse Shoal  dans le Massachusetts sous le nom de Stonehorse (1951-1963), puis à Cross Rip Shoal  sous le nom de Cross Rip où il servit jusqu'à sa mise hors service en 196'. Le bateau-phare resta alors dans le port de Portland dans le Maine, jusqu'à ce que son sort soit décidé.

### Préservation
Le 3 septembre 1964, le LV-101 a été offert à la ville de Portsmouth, en Virginie, pour faire partie du Portsmouth Naval Shipyard Museum (musée du chantier naval de Portsmouth).
Le Portsmouth est en cale sèche à London Pier à Portsmouth. Bien qu'il n'y ait jamais été en poste, il a pris le nom de la ville. En 1989, Portsmouth a été désigné National Historic Landmark et est ouvert aux visites.
- Autre bateau-phare de la baie de Chesapeake : Chesapeake (LV-116)[5]

## Galerie

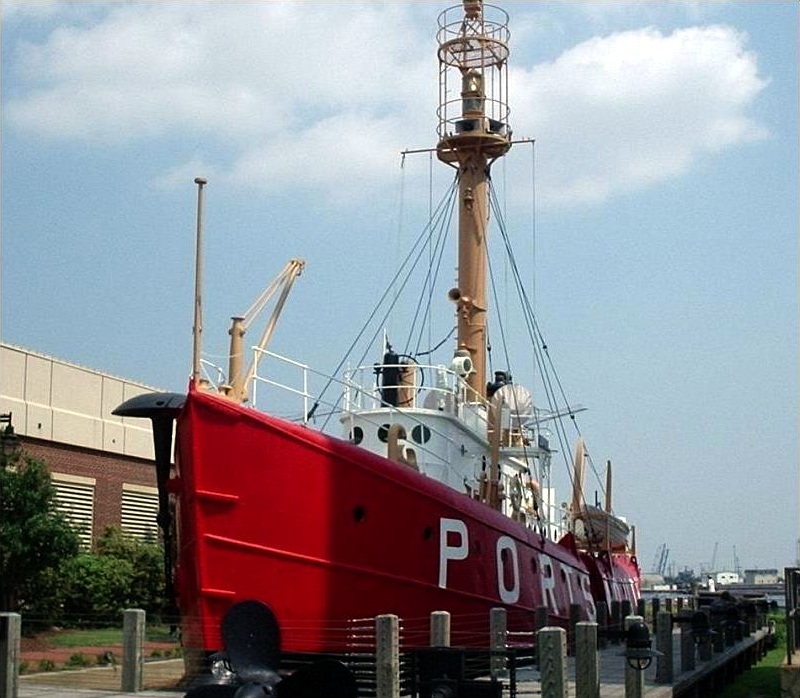
LV-101 à Portsmouth (2006)
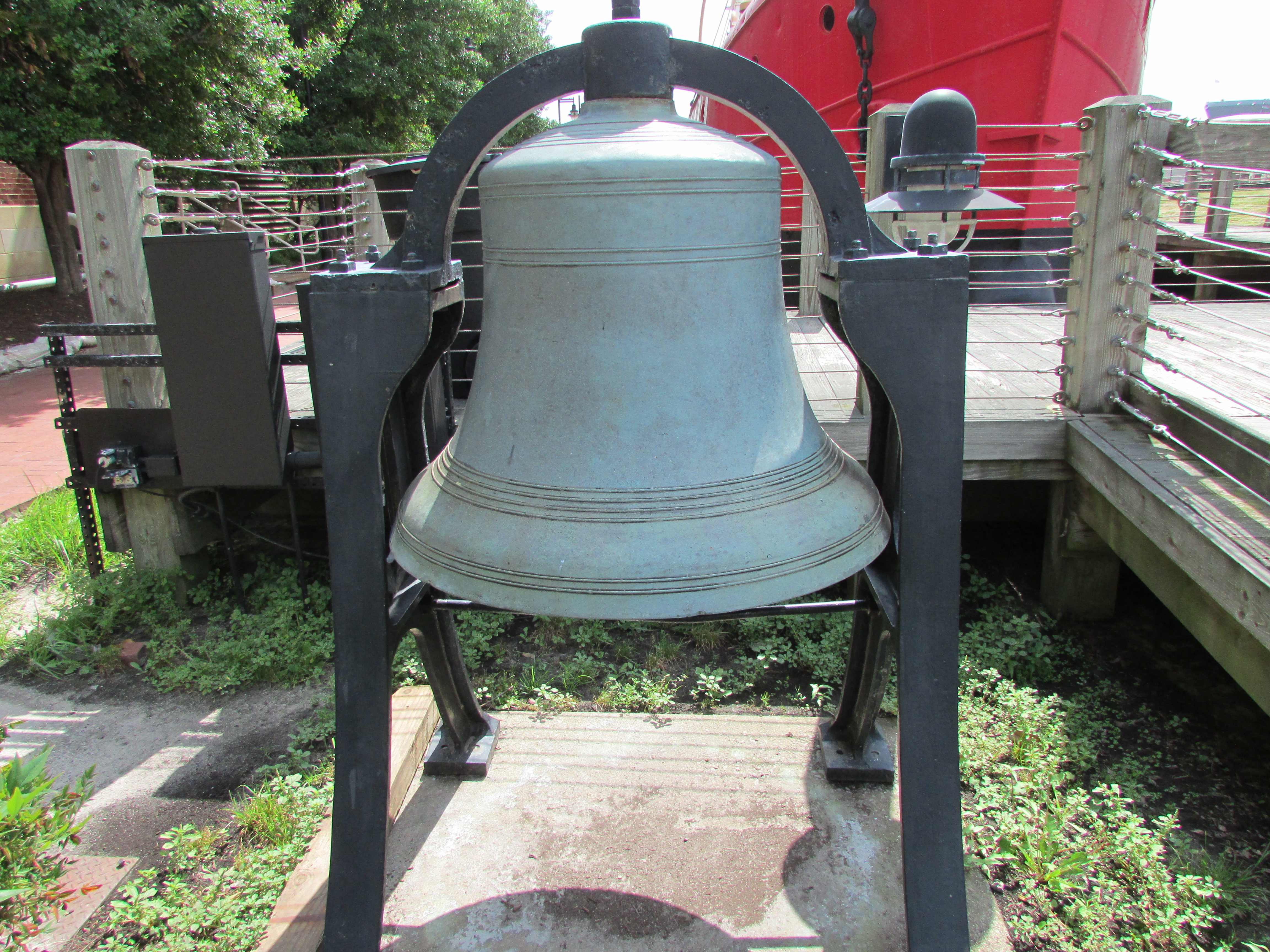
La cloche de brume
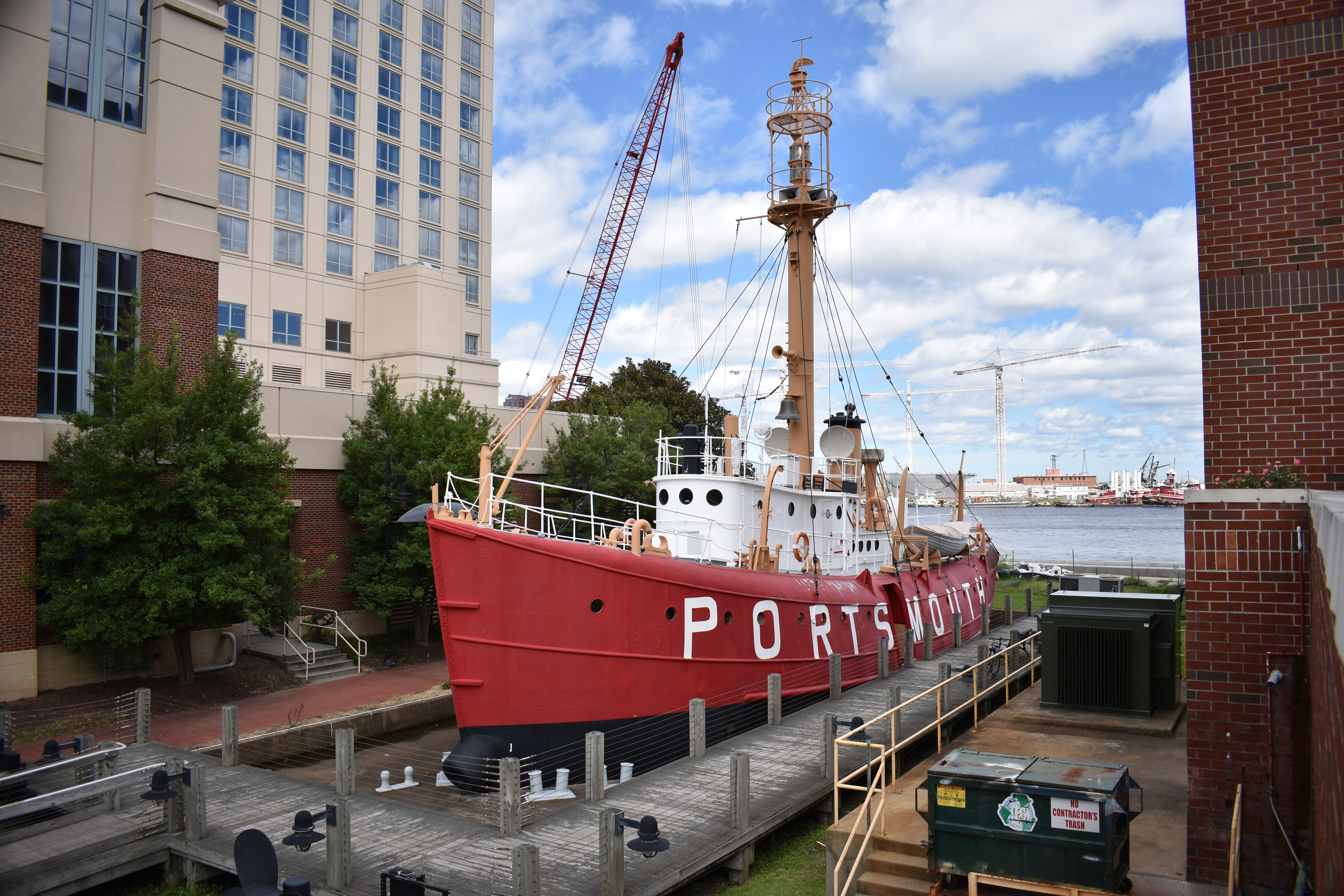
LV-101 en 2017